# Хачатрян Гарнік Ашотович
Хачатрян Гарнік Ашотович (нар. 18 травня 1950, Кафан, Вірменія — український скульптор. Заслужений художник України (2002), Почесний громадянин Кам'янського (2002), член Національної спілки художників України (1991).

## Біографія
Народився в місті Кафан (Вірменія). У 1972 році закінчив Єреванське художнє училище ім. Ф. Терлемезяна, а у 1981 — Харківський художньо-промисловий інститут. Навчався у В. П. Воловика, Б. П. Королькової, Л. І. Жуковської. Після закінчення інституту за розподілом направлений до Дніпродзержинська, нині — м. Кам'янське, де він мешкає і працює до теперішнього часу.
Автор пам'ятників, меморіальних комплексів, скульптур та скульптурних портретів.

## Творчість

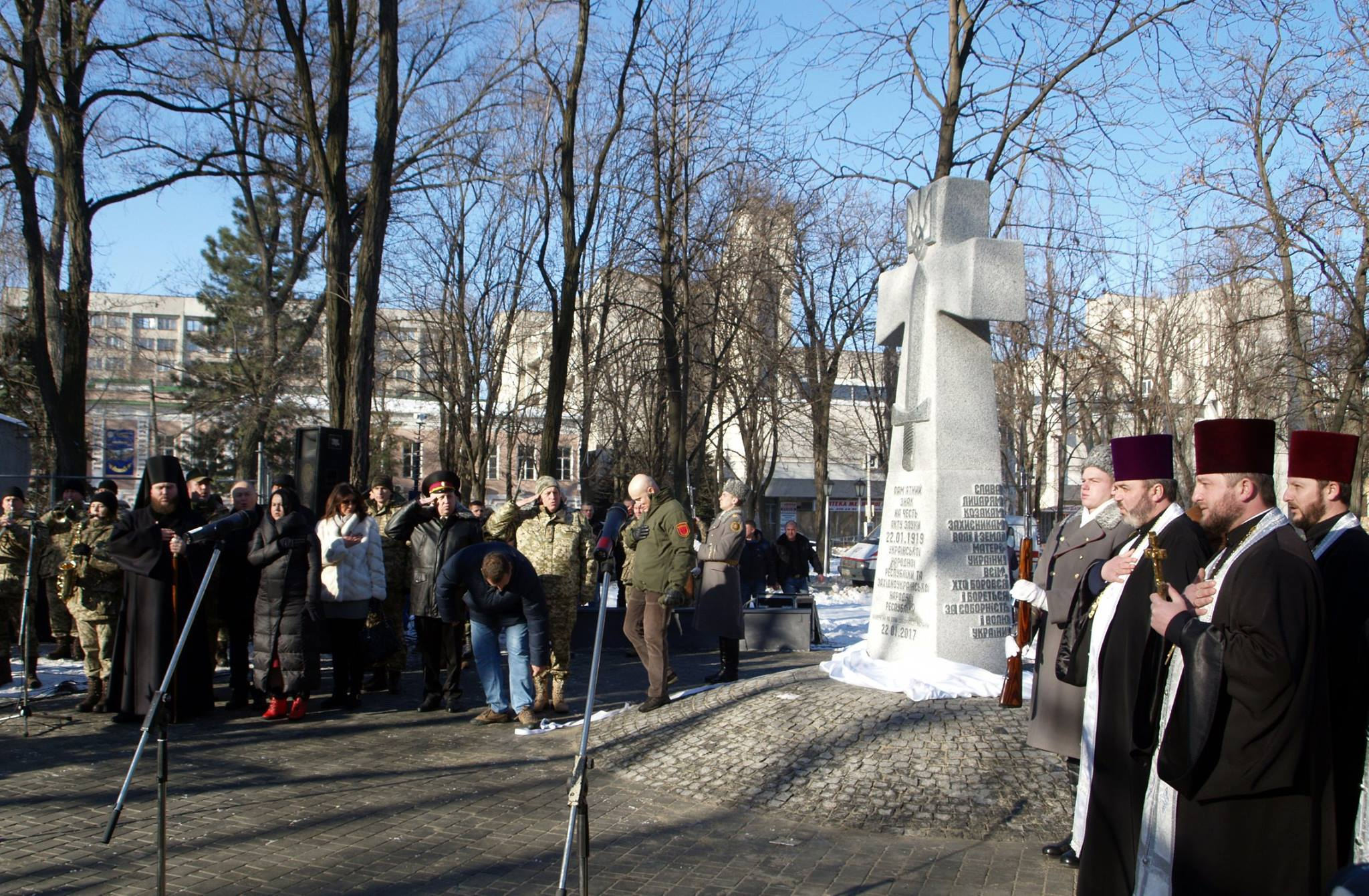
Пам'ятник на честь Акту Злуки УНР та ЗУНР 22 січня 1919 року (м. Дніпро)

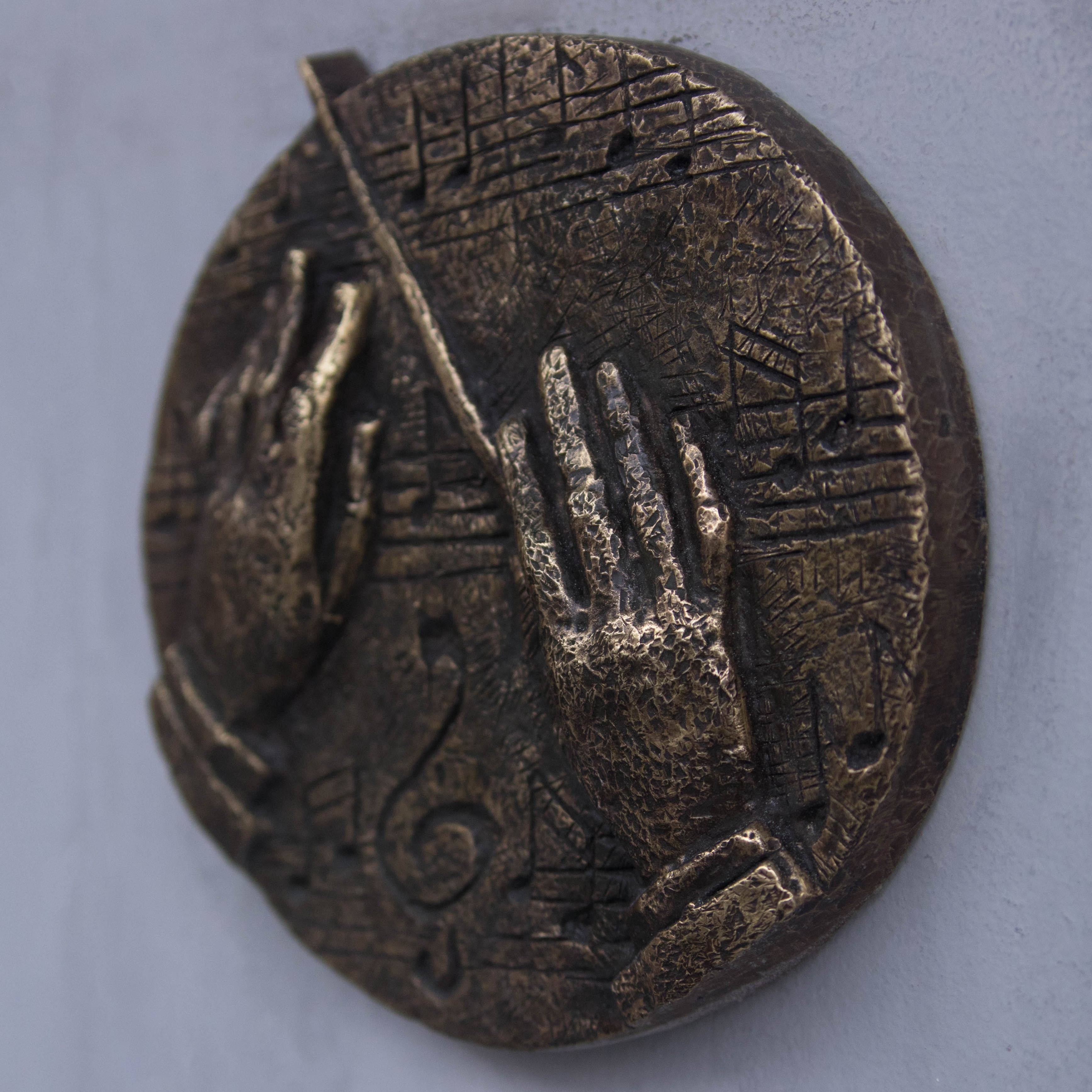
Мініскульптура "Диригент Гурген Карапетян" встановлена на Дніпропетровські обласній філармонії

- З 1979 року бере участь у міжнародних, республіканських, обласних, міських виставках.
- 1991 р. — член Національної спілки художників України,
- 2007 р. — Заслужений художник України,
- 2011 р. — Всеукраїнське трієннале скульптури, м. Київ,
- 22 січня 2017 року. — під час святкування 98-ї річниці Акта Злуки України, на Соборній площі Дніпра відкрили пам'ятний хрест на честь об'єднання УНР та ЗУНР.
- 3 2020 року бере участь у проєкті Відчуй Дніпро і створив дві мініскульптури: "Диригент Гурген Карапетян" і "Муза митця Вадима Сідура"

## Нагороди
- 1995 р. — лауреат акції «Людина року» в номінації «Наука, культура, спорт»
- 2000 р. — медаль «За заслуги перед містом»
- 2000 р. — ім'я скульптора занесено до «Золотої книги України — 2000»
- 2002 р. — лауреат рейтингового конкурсу «Світоч Придніпров'я»
- 2010 р. — медаль «За благодійну діяльність» (за створення пам'ятника О. Суворову в Херсонській області)
- 2011 р. — Гран-прі Всеукраїнського трієннале скульптури (за скульптурну роботу «Людина з мітлою»)
- 2012 р. — лауреат премії міської ради м. Дніпродзержинськ в номінації «Образотворче мистецтво»

Твори зберігаються:
- Національний музей історії України у Другій світовій війні
- Дніпропетровський художній музей
- Музеї історії міста Кам'янське